# Ferrari F2005
La Ferrari F2005 è la cinquantunesima monoposto utilizzata dalla Scuderia Ferrari per disputare il Campionato mondiale di Formula 1 2005. Il progetto è contraddistinto dalla sigla interna 656.

## Sviluppo
La vettura è stata disegnata da Aldo Costa sostituendo, dopo i primi due appuntamenti stagionali, la F2004 dell'anno precedente e rappresenta l'interpretazione più esaustiva del regolamento tecnico in vigore nel 2005.

### Aerodinamica
La F2005 presenta un telaio più leggero e più resistente, dovuto alla necessità di rinforzare i pannelli laterali per resistere alle nuove prove d'impatto, più severe rispetto al passato. Le modifiche hanno anche interessato le pance e la zona dei deflettori. Le fiancate sono state adattate alla nuova sistemazione dell'impianto di raffreddamento mentre il cofano motore è stato ridisegnato, così come le appendici aerodinamiche sulle pance. Particolarmente caratteristico è l'alettone anteriore, che presenta un ulteriore piccolo profilo per supplire alla riduzione del carico aerodinamico imposto dal nuovo regolamento. La disposizione degli scarichi è stata modificata rispetto alla vettura precedente, in quanto sono stati eliminati i profili aerodinamici che ne accompagnavano la parte terminale, ora inglobata quasi integralmente nella carrozzeria. La sospensione posteriore è stata rivista, sia per migliorare il comportamento dinamico della vettura ottenendo di conseguenza la migliore efficienza possibile dagli pneumatici Bridgestone, sia per ottimizzare il rendimento aerodinamico del posteriore. Anche il fondo della vettura è stato sostanzialmente ridisegnato per adattarsi alle nuove dimensioni del cambio e per essere conforme alle nuove regole. In fase di progettazione anche l'impianto frenante e l'elettronica hanno subito notevoli cambiamenti rispetto alla F2004.

### Motore
Il motore 055 deriva, per buona parte, dall'ultima versione dello 053 montato dalla F2004: si tratta di un motore portante e montato longitudinalmente, le cui principali modifiche riguardano la posizione degli attacchi al telaio oltre che al cambio. Pur mantenendo la trasmissione collocata longitudinalmente, tutta la struttura del retrotreno è stata cambiata per cercare di sfruttare al meglio le dimensioni del nuovo cambio in carbonio (sette rapporti più retromarcia), ulteriormente ridotte rispetto al suo predecessore essendo realizzato in titanio e fibra di carbonio. Visto che il nuovo regolamento sportivo in vigore impone l'utilizzo dello stesso propulsore per due Gran Premi consecutivi, l'obiettivo dei progettisti è stato quello di realizzare un motore in grado di mantenere un adeguato livello di prestazione, raddoppiando la percorrenza a disposizione. La Shell ha inoltre fornito alla scuderia italiana delle benzine e dei lubrificanti appositamente preparati per tale scopo. La F2005 rappresenta inoltre l'ultima evoluzione delle monoposto Ferrari di Formula 1 equipaggiate con motore V10.

## Carriera agonistica

### La stagione

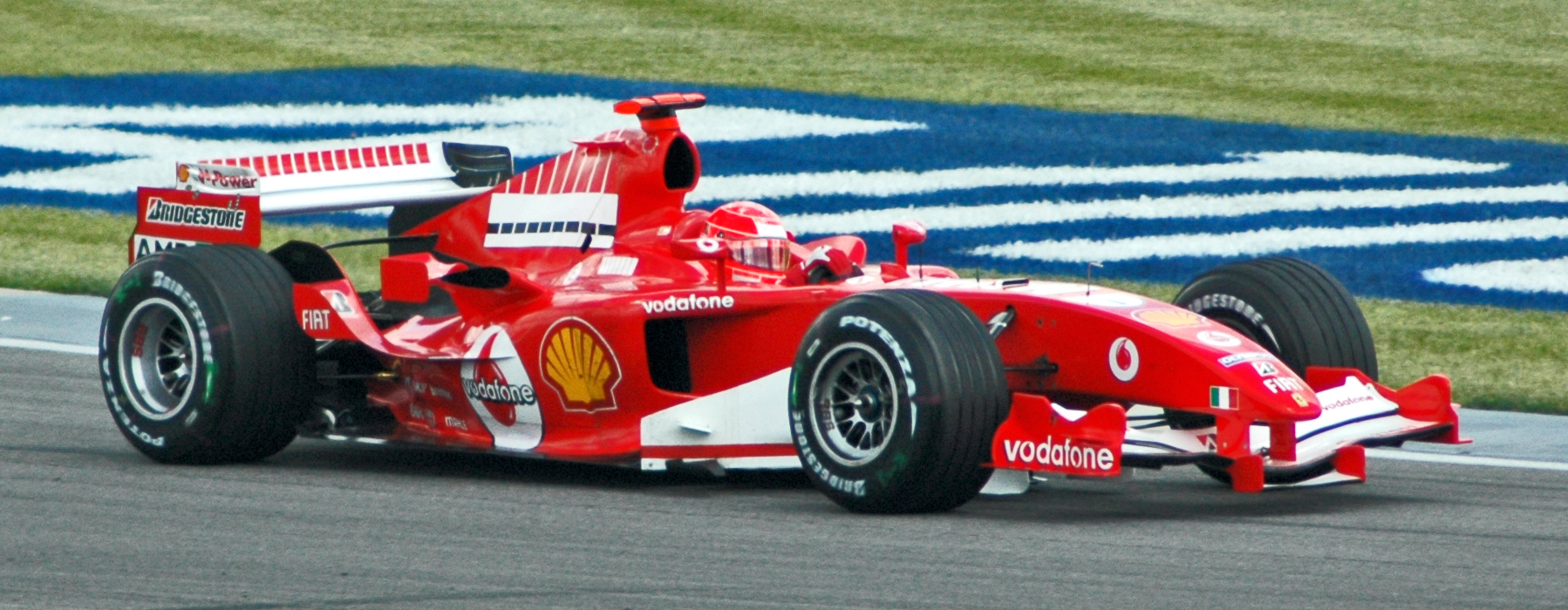
Schumacher durante le qualifiche del controverso Gran Premio degli Stati Uniti

La prima gara disputata è quella del 3 aprile 2005, in occasione del Gran Premio del Bahrain, sostituendo la F2004M che corse nei primi 2 appuntamenti del mondiale.
Inizialmente a corto di affidabilità, la vettura si è rivelata notevolmente meno competitiva della F2004, anche a causa della modifica al regolamento sportivo che vietò i cambi gomme al pit stop, che comportò una perdita prestazionale notevole della Bridgestone (che equipaggiava Ferrari) contro le altre vetture rivali equipaggiate dai più adattabili Michelin.
La F2005 ottenne una sola vittoria nel 2005 totalizzando 100 punti nel Campionato Costruttori così ripartiti: 62 conquistati da Michael Schumacher e 38 da Rubens Barrichello.
Era dalla stagione 1995 che la Ferrari non chiudeva un Campionato mondiale di Formula 1 con un solo successo stagionale: la vittoria per mano di Schumacher, tra l'altro, giunse nel controverso Gran Premio degli Stati Uniti, caratterizzato dal ritiro delle squadre gommate Michelin, tra le quali spiccavano le competitive Renault, McLaren e Toyota, a seguito di un incidente occorso nella sessione di prove del venerdì a Ralf Schumacher.

## Scheda tecnica
- Carreggiata anteriore: 1,470 m
- Carreggiata posteriore: 1,405 m
- Telaio: materiali compositi, a nido d'ape con fibre di carbonio
- Trazione: posteriore
- Frizione: multidisco
- Cambio: longitudinale Ferrari, 7 marce e retromarcia (comando semiautomatico sequenziale a controllo elettronico)
- Differenziale: autobloccante
- Freni: a disco autoventilanti in carbonio
- Motore: tipo 055
  - Num. cilindri e disposizione: 10 a V
  - Cilindrata: 2 997 cm³
  - Potenza: 900 CV
  - Coppia: > 30 kgm
  - Distribuzione: pneumatica
  - Valvole: 40
  - Materiale blocco cilindri: alluminio microfuso
  - Alimentazione: iniezione elettronica digitale Magneti Marelli
  - Accensione: elettronica Magneti Marelli statica
- Sospensioni: indipendenti con puntone e molla di torsione anteriore e posteriore
- Pneumatici: Bridgestone
- Cerchi: 13"[3]

## Piloti
| Piloti ufficiali    | Piloti ufficiali   | Piloti ufficiali |
| Nazione             | Nome               | Numero           |
| ------------------- | ------------------ | ---------------- |
| Germania (bandiera) | Michael Schumacher | 1                |
| Brasile (bandiera)  | Rubens Barrichello | 2                |
| Piloti di riserva   |                    |                  |
| Nazione             | Nome               | Nome             |
| Italia (bandiera)   | Luca Badoer        | Luca Badoer      |
| Spagna (bandiera)   | Marc Gené          | Marc Gené        |

## Risultati in Formula 1
| Anno | Team             | Motore  | Gomme | Piloti      |  |  |     |     |     |   |   |   |   |   |   |    |    |     |    |     |   |    |     | Punti | Pos. |
| ---- | ---------------- | ------- | ----- | ----------- |  |  | --- | --- | --- | - | - | - | - | - | - | -- | -- | --- | -- | --- | - | -- | --- | ----- | ---- |
| 2005 | Scuderia Ferrari | Ferrari | B     | Schumacher  |  |  | Rit | 2   | Rit | 7 | 5 | 2 | 1 | 3 | 6 | 5  | 2  | Rit | 10 | Rit | 4 | 7  | Rit | 100   | 3º   |
| 2005 | Scuderia Ferrari | Ferrari | B     | Barrichello |  |  | 9   | Rit | 9   | 8 | 3 | 3 | 2 | 9 | 7 | 10 | 10 | 10  | 12 | 5   | 6 | 11 | 12  | 100   | 3º   |

| Legenda | 1º posto     | 2º posto | 3º posto    | A punti         | Senza punti/Non class.  | Grassetto – Pole position Corsivo – Giro più veloce |
| Legenda | Squalificato | Ritirato | Non partito | Non qualificato | Solo prove/Terzo pilota | Grassetto – Pole position Corsivo – Giro più veloce |